# Siobhan Reddy
Siobhan Reddy est cofondatrice, de Media Molecule, dont elle est aussi directrice de studio depuis 2009. Media Molecule est un studio de conception de jeux vidéo situé à Guildford au Royaume-Uni, particulièrement célèbre pour les jeux LittleBigPlanet ou encore Tearaway.
Reddy naît en Afrique du Sud mais grandit en Australie. Elle emménage au Royaume-Uni à l'âge de 18 ans afin d'y travailler comme assistante de production à Perfect Entertainment. En 1999, elle commence à travailler à Criterion Games, où elle travaille sur les jeux Burnout 3 et Burnout 4. En 2006, elle quitte Criterion Games et rejoint Media Molecule qui vient de se créer, aux côtés de Mark Healey, Alex Evans, David Smith et Kareem Ettouney,. À Media Molecule, Reddy devient d'abord productrice exécutive. Elle est nommée directrice de studio en septembre 2009.
Reddy se déclare de manière régulière en faveur de l'arrivée de plus de femmes dans le secteur professionnel du jeu vidéo, ainsi qu'en faveur d'une meilleure prise en compte des attentes et besoins des publics féminins dans ce secteur,,.

## Récompenses
En 2009, elle reçoit le prix de la Production lors la toute première cérémonie des Microsoft Women in Gaming Awards. Elle y reçoit en outre, cinq ans plus tard en 2014, le prix de l'Innovation,.
En 2013, elle est désignée comme l'une des « 100 femmes les plus influentes du Royaume-Uni » par la BBC, et comme la « Femme australienne de l'année » (Australian Woman of the Year) par Qantas,.
En 2014, elle est listée parmi les 10 Femmes les plus influentes du jeu vidéo par le magazine Fortune et est nommée pour les « hclub100 awards » du Hospital Club, prix qui célèbre les 100 personnes les plus influentes et innovantes travaillant dans les industries créatives de Grande-Bretagne.
En 2019, elle est listée parmi les 100 femmes les plus influentes du jeu vidéo dans l'industrie des jeux du Royaume-Uni par Gamesindustry.biz.